# Ким Хичхоль
Ким Хи Чхоль (кор. 김희철, кит. 金希澈; род. 10 июля 1983 года, более известный как Хичхоль) — южнокорейский певец, автор песен, ведущий и актёр. Наиболее известен как участник бойбенда Super Junior (а также его подгруппы Super Junior-T) и по группе-проекту M&D (с Джунгмо из TRAX). Помимо деятельности в группе, Хичхоль участвовал в ряде телевизионных проектов, среди которых развлекательные шоу, съёмки в сериалах и диджейство на радио.

## Биография
Ким Хичхоль родился 10 июля 1983 года в Хвенсоне, провинция Кандвондо, Южная Корея. У него есть старшая сестра — Ким Хичжин. Окончил университет Санджи в Вонджу со степенью бакалавра по специальности «Информатика» (обработка информации и информационных систем).

## Карьера

### 2002−04: Подготовка к дебюту
В октябре 2002 года Хичхоль переехал в Сеул, чтобы принять участие в национальном прослушивании S.M. Entertainment. Он подписал контракт и стал трейни, ежедневно занимаясь уроками пения, актёрской игры и танцами, а также обучаясь роли ведущего и работая моделью. Первоначально Хичхоль вошёл в состав групп Four Seasons, где помимо него были Джэджун, Юнхо и Канин. В начале 2003 года Джэджун и Юнхо дебютировали в TVXQ, и дебют Four Seasons был отменён. Позднее Ким готовился дебютировать как главный вокалист TRAX, но в то время у него происходили частые стычки и конфликты с одним из сотрудников агентства, после чего он вернулся в Хвенсон, отказавшись дебютировать. С поддержкой Джунгмо, Джея, Юнхо и Донхэ он вернулся в SM. Присоединившись к другим трейни, Хичхоль готовился дебютировать в составе Super Junior’05, первого поколения Super Junior.

### 2005−2010: Дебют с Super Junior, Super Junior-T и сольная деятельность

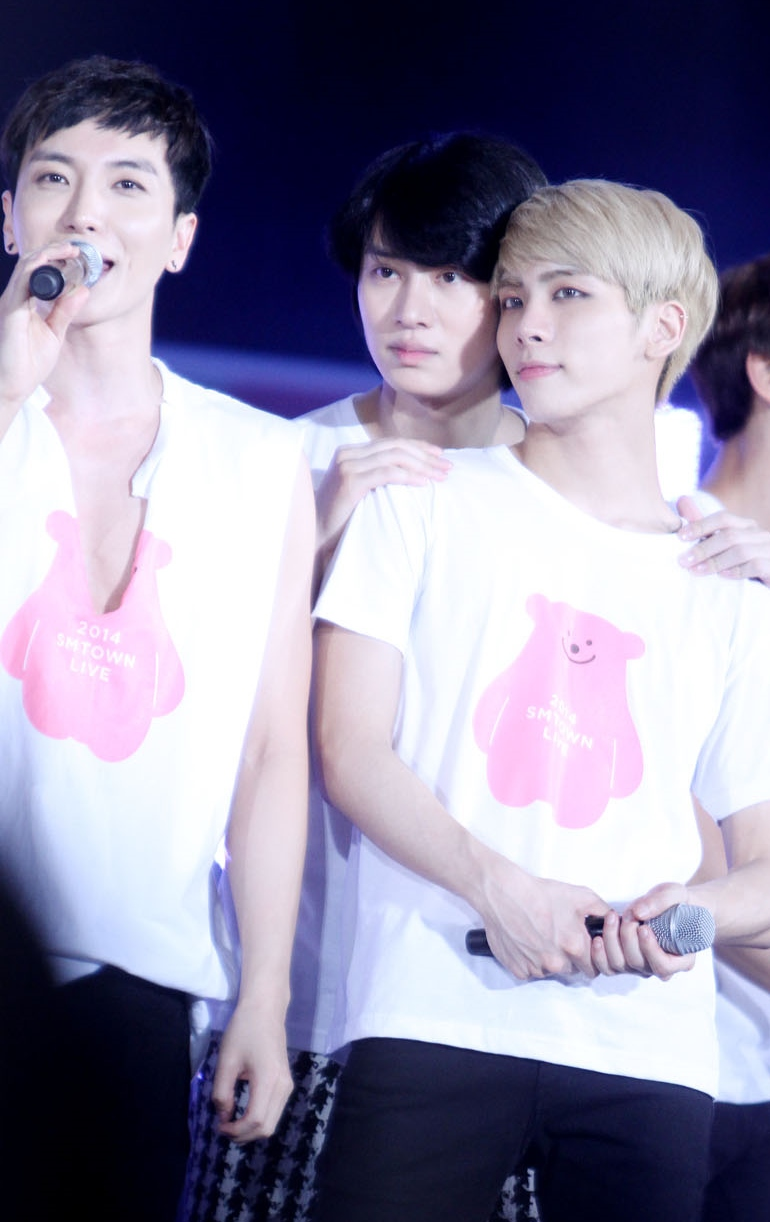
Хичхоль, Итхык и Джонхён на SMTown Live World Tour IV в Сеуле

За несколько месяцев до официального дебюта вместе с Кибомом снялся в подростковой драме «Акула 2», премьерный показ которой состоялся 6 марта. В июле стал ведущим шоу Music Tank, а также снимался в рекламных роликах.
2 ноября Super Junior’05 дебютировали на музыкальном шоу Popular Songs (ныне Inkigayo) с синглом «TWINS». Дебютный студийный альбом Twins был выпущен 5 декабря и занял третье место в альбомном чарте. В марте 2006 года S.M. Entertainment выбирало участников для следующего поколения Super Junior, но после добавления Кюхёна агентство отказалось от идеи ежегодной смены состава, и из названия убрали суффикс «05». 7 июня была выпущена СD-версия сингла «U», который был самым успешным релизом группы вплоть до выпуска «Sorry, Sorry» в 2009 году.
23 февраля 2007 года Хичхоль вместе с Итхыком, Канином, Синдоном, Сонмином и Ынхёком дебютировал в подгруппе Super Junior-T, исполняющей песни в стиле трот. Дебютным синглом стала композиция «Rokuko!!!», одна из самых известных песен в дискографии Super Junior. В том же году выходит фильм «Нападение на золотых мальчиков», где все участники исполняют главные роли, что ознаменовывает дебют Хичхоля на большом экране. Он также становился соведущим музыкального шоу на SBS с Энди из Shinhwa, а позже стал постоянным ведущим с Ку Хесон (23 апреля 2006 — 18 февраля 2007), Чан Гын Соком (25 февраля — 7 октября 2007) и Сон Чжихё (11 ноября 2007 — 4 мая 2008).
В мае 2008 года была образована S.M. Art Company, созданная с целью постановки спектаклей и мюзиклов. Первой постановкой стал «Ксанаду» на основе одноимённого мюзикла. Хичхоль исполнил роли Сонни, также принял участие Канин. Спектакли прошли с 9 сентября по 23 ноября. Кастинг был проведён через реалити-шоу «Быть Канином и Хичхолем». Хичхоль был ведущим шоу «8 против 1» (2008), «Хороший папа» (2008−09) и «Банда Братьев» (2009).
6 ноября 2009 года Хичхоль выпустил свой первый сольный сингл «First Star» для дорамы «Вечная любовь». Песня была написана Сон Джонхо, а композитором стал Чхве Мёнхун. В 2010 году Ким вернулся в качестве радиоведущего на Heechul’s Young Street. В мае того же года был добавлен с Чан Донмином для второго сезона шоу «Семейный отдых»; в июле программу закрыли из-за низких рейтингов. Популярность Хичхоля резко возросла после того, как он стал постоянным ведущим шоу «Звезда Радио». На ежегодной телевизионной премии MBC Entertainment Awards он одержал победу в категории «Лучший новичок».

### 2011−2015: M&D, служба в армии и «Лига Легенд»

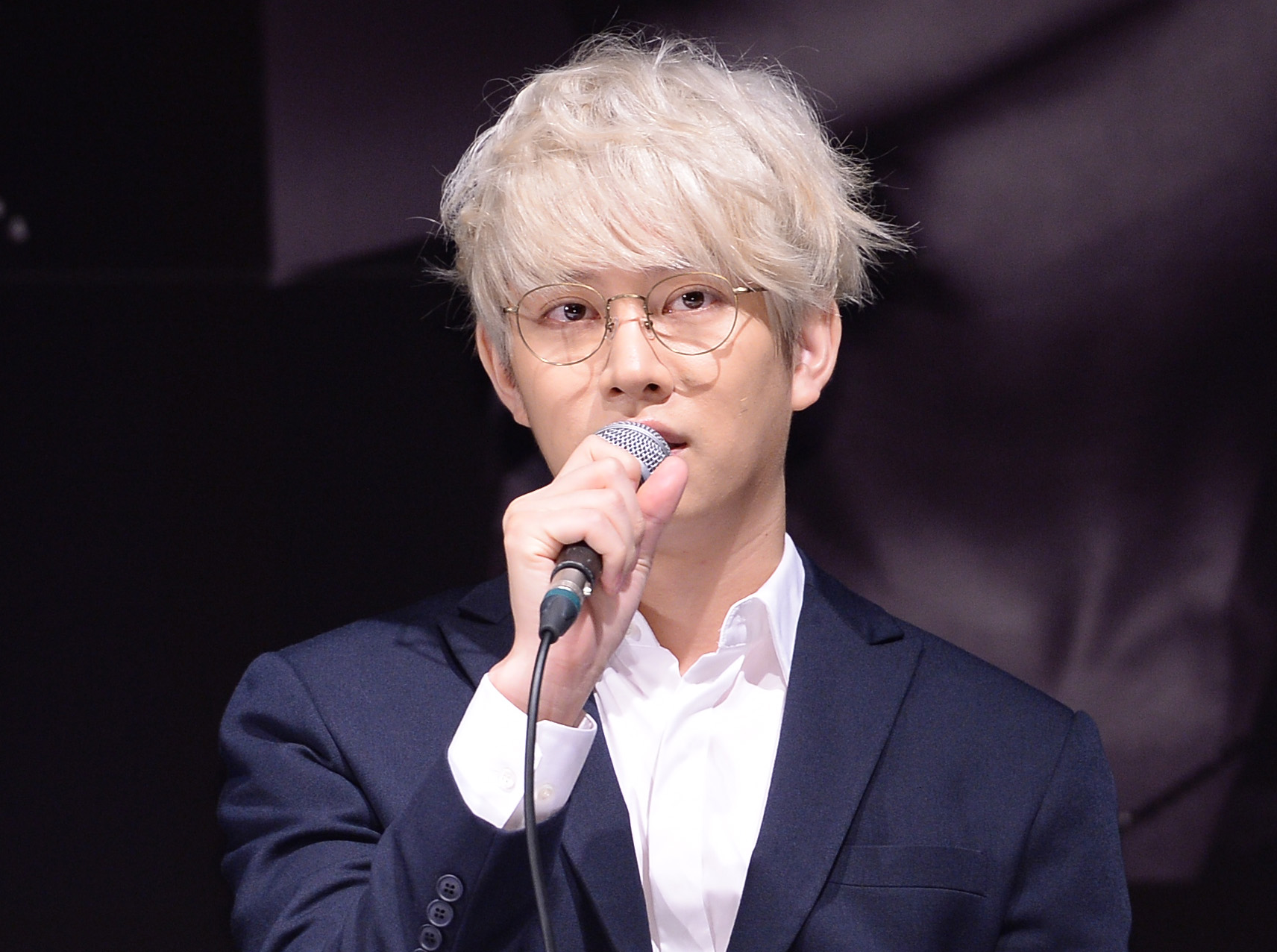
Хичхоль в июле 2015 года

В 2011 году S.M. Entertainment сформировали проект-группу M&D (англ. Midnight and Dawn или англ. Miari and Dangae-dong) с Джунгмо из TRAX. Дебютный сингл «Close Ur Mouth» вышел в том же году. Хичхоль написал текст и был режиссёром видеоклипа, а Джунгмо занимался продюсированием. 7 июля они впервые выступили на Mnet 20’s Choice Awards. С 1 сентября Хичхоль приступил к обязательной военной службе. Он стал общественным работником после подготовки в тренировочном лагере Нонсан в Чхунчхон-Намдо. Во время зачисления он появлялся на шоу «Секрет» (другое название — «Субботняя свобода»), его позицию ведущего на «Звезда Радио» сменил Кюхён.
30 августа 2013 года Хичхоль завершил военную службу и сразу принял участие в записи сингла «Breakups are So Like Me» Ким Чанхуна. Во время выступлений на Music Bank и Music Core его вокальные партии исполняли Йесон, Ынхёк и Синдон. Хичхоль стал автором песни «Shanghai Romance» Orange Caramel, которая дебютировала на восьмом месте в цифровом сингловом чарте. В сентябре он стал постоянным участником шоу «Война слов», это было первое его шоу после окончания службы. В июле 2014 года в своём Инстаграм он рассказал о своём последнем появлении в данной программе. В эфире он объяснил, что чувствует давление, когда ему нужно говорить о близких людях. В январе 2014 года Хичхоль стал участником шоу «Мы поженились», его партнёром стала тайваньская актриса Пафф Го. В том же году сыграл роль детектива в дораме «Дедули краше цветов». В августе вернулся как участник Super Junior с седьмым студийным альбомом Mamacita.
В феврале 2015 года Хичхоль присоединился к команде айдолов в игре «Лига Легенд», где играл против профессиональных игроков. Ранее, в ноябре 2013 года он был специальным комментатором и гостевым игроком на шоу «Пандора ТВ».
В 2015 году Хичхоль стал ведущим для ряда телевизионных проектов: «Спрос на роскошную еду», «Стиль для тебя», «Карты», «Всеведущие братья». Также, впервые с момента своего дебюта в корейской развлекательной индустрии, Хичхоль стал ведущим корейского-китайского шоу «Весь путь с тобой». 20 апреля состоялся релиз первого мини-альбома M&D — Cottage Industry.

### 2016−2018: Работа на телевидении, Вселенские трусы и рост популярности

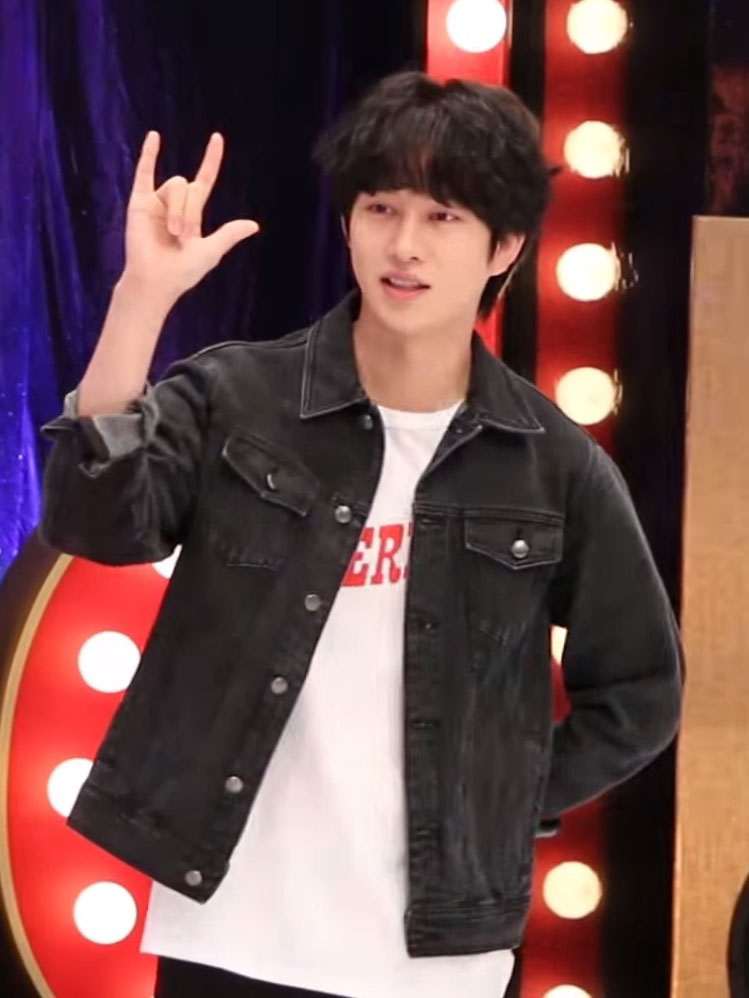
Хичхоль в сентябре 2016 года

В 2016 году Super Junior не проводили групповую деятельность ввиду того, что большая часть участников проходила военную службу, поэтому Хичхоль вернулся к работе на телевидении. В марте стало известно, что он станет постоянным ведущим «Еженедельного айдола» с Хани из EXID до 5 октября, пока Чон Хёндон не вернётся к съёмкам после 11-месячного перерыва. 15 апреля выпустил сингл «Narcissus» в рамках проекта SM Station с Хвиин из Mamamoo. Текст песни был написан им, а продюсером стал Джунгмо. 12 июля M&D вернулись со вторым мини-альбомом Goody Bag, но уже с другим названием — Ким Хичхоль и Ким Джунгмо. В августе посетил конференцию «Лиги Легенд» в Китае, участвовал в международных соревнованиях. В ноябре участвовал в турнире S.M. Entertainment, где с Пэкхёном играл с командой профессионалов и фанатами из Кореи и Китая. Осенью того же года выпустил цифровой сингл «Sweet Dream» с Мин Кёнхуном из Buzz. Дуэт известен как Вселенские тру́сы (англ. Universe Cowards); название пришло после их совместной деятельности на шоу «Всезнающие братья». Песня достигла статуса «all-kill» в музыкальных чартах; Хичхоль стал первым участником Super Junior, достигшим такого результата в 2016 году. В 2017 году «Sweet Dream» победила в номинации «Лучшая рок-песня» на MelOn Music Awards.
Карьера телеведущего принесла Хичхолю ошеломляющий успех после того, как он стал постоянным МС шоу «Всезнающие братья» и «Еженедельный айдол». Успех «Всезнающих братьев» в Корее значительно увеличил его фанбазу; Ким также стал одной из причин, почему шоу стало настолько популярно. Он был назван одним из лучших МС 2016 года. Хичхоль получил больше признания, в результате чего его стали приглашать в качестве ведущего и на другие проекты — «Тайный певец» (1 сезон), «Совершенно секретно» и «Помада для принца» (1, 2 сезоны). В 2017 году продолжил успешную карьеру МС на проектах «Школа айдолов», «Живой бар» (2 сезон), «Мужчина моей дочери» (2 сезон) и «Любовь на камень-ножницы-бумага».
17 февраля 2018 года Вселенские трусы выпустили цифровой сингл «후유증 (Falling Blossoms)». Композиторами стали Ли Санчжун и Чха Чжильвон. Текст песни написал Кёнхун, режиссёром клипа выступил Синдон. «후유증 (Falling Blossoms)» достиг 15 места в цифровом чарте. Издание Billboard описало песню как «мягкую поп-рок мелодию, перерастающую в парящую, эмоциональную какофонию». Также похвалили и музыкальный клип, отметив, что он «один из самых содержательных, что можно было увидеть в Корее за последнее время».

### 2019—н.в: Сольная музыка и роль телеведущего
Дебютный сольный цифровой сингл Хичхоля «Old Movie» был выпущен 24 апреля 2019 года, возглавив чарты в семи разных странах. Он провел свое первое ток-шоу 4 и 5 мая, которое было распродано за одну минуту с момента начала бронирования билетов в интернете. Появившись более чем в десяти программах в течение 2019 года, он также стал постоянным участником различных шоу, таких как Мой маленький старый мальчик, Зачем ты пришел В Мой Дом?, и Вкусное место для встреч. Он также снялся в фильме «Привет, мой кот». 3 декабря он был удостоен премии «Человек года» на фестивале COSMO Glam Night. Хичхоль и Ли Су Ген сотрудничали в качестве проектной группы Woojoo Jjokkomi и выпустили кавер-версию песни Mr.2 «White Winter» для проекта SM Station X 4 LOVEs for Winter. Его выступление в Мой маленький старый мальчик и Вкусное место для встреч принесло ему награду за выдающиеся достижения на 13-й премии SBS Entertainment Awards.
Хичхоль продолжил свою карьеру телеведущего в 2020 году, появившись в Studio Music Hall, Любовь 7,7 миллиарда и Хитовая песня 20-го века. 10 мая он получил свою первую номинацию на премию Baeksang Arts Awards на 56-й церемонии в категории «Лучший эстрадный исполнитель мужского пола» за с Всеведущие Братья. 1 декабря было объявлено, что Хичхоль будет временно исполнять обязанности MC для шоу Проблемные дети доме, вместо обычного MC Чон Хен Дона до 16 февраля, когда он вернется к активному промоушену. Он получил «Высшая награда за выдающиеся достижения» на 14-й премии SBS Entertainment Awards. В конце года, благодаря внеклассным мероприятиям Всеведущие Братья, Хичхоль и Мин Ген Хун выпустили новый хип-хоп сингл «Hanryang», который спродюсирован DinDin и при участии BiBi.
В 2021 году он стал главным ведущим шоу Друзья, Да здравствует независимость и Влюбленность в Корею — транснациональные пары. Он также появился в Стальной отряд и в качестве первого главного героя в Duck’s Tour. Веб-сериал с его участием и Мун Га Ён «Рецепт для молодости», которая первоначально должна была выйти в 2016 году, официальная премьера состоялась 14 марта на BbangyaTV. В июне Вкуснле место для встреч прошло реорганизацию, и Хичхоль покинул свое место в качестве участника.

## Личная жизнь
2 января 2020 года Label SM и JYP Entertainment подтвердили, что Хичхоль в настоящее время встречается с Момо из TWICE. 8 июля 2021 года было объявлено, что пара распалась из-за напряженного графика.

### Авария
10 августа 2006 года Хичхоль стал участником автомобильной аварии, когда возвращался в Сеул из Мокпхо после похорон отца своего одногруппника Донхэ. Шины оказались неисправны, и автомобиль пытался перестроиться. Хичхоль сломал левую ногу в пяти местах, включая бедро, колено и лодыжку, в результате чего провёл в отделении хирургии десять часов. Он также получил и другие повреждения, среди которых была травма языка, после которой остался шрам.
Хичхолю посоветовали приостановить свою деятельность на двенадцать недель. Он был выписан из больницы 13 сентября, но продолжил получать амбулаторную помощь. Ему пришлось провести вторую операцию, чтобы удалить оставшиеся железные стержни в ноге. В конце октября Хичхоль снялся в трёх последних эпизодах молодёжного ситкома MBC несмотря на то, что у него был гипс, а передвигаться приходилось на инвалидной коляске. Он вернулся 25 ноября на Mnet KM Music Festival. В декабре Ким официально приступил к своему индивидуальному расписанию.
В 2007 году Хичхоль продолжил выступать несмотря на то, что в его ноге находились специальные железные стержни. В апреле и мае он восстановился полностью, чтобы принимать участие в деятельности Super Junior. Оставшиеся стержни в его ноге были удалены в 2008 году.
6 ноября 2017 года, на пресс-конференции Super Junior в честь выхода восьмого студийного альбома PLAY, Хичхоль поделился: «С возрастом всё становилось только хуже. Доктора сказали, что лучше уже никогда не станет. Я должен получать определённые процедуры, чтобы всё оставалось так, как есть. Мы команда с отличными выступлениями, но наша хореография очень изменилась из-за меня и моей лодыжки. Были случаи, когда наши крутые танцы становились менее крутыми из-за меня».
Хичхоль по-прежнему получает необходимое лечение, но не может полноценно участвовать в хореографии из-за своей травмы. Это также сменило его позицию ведущего танцора на саб-рэпера и вокалиста.

## Дискография

### Синглы
| Название | Год          | Пиковая позиция в чартах | Пиковая позиция в чартах | Продажи (DL)    | Альбом                          |
| Название | Год          | KOR Gaon                 | KOR Hot                  | Продажи (DL)    | Альбом                          |
| Коллаборации | Коллаборации | Коллаборации             | Коллаборации             | Коллаборации    | Коллаборации                    |
| --- | ------------ | ------------------------ | ------------------------ | --------------- | ------------------------------- |
| «Breakups are So Like Me» (с Ким Чанхуном)                                                                                       | 2011         | 33                       | 95                       | - KOR: 359,128+ | Не сингл с альбома              |
| «Sweet Dream» (с Мин Кёнхуном)                                                                                                   | 2016         | 1                        | *                        | - KOR: 938,837+ | S.M. Station Season 1           |
| «Charm of Life» (с Синдоном, Ынхёком и Солой)                                                                                    | 2017         | —                        | —                        | N/A             | S.M. Station Season 2           |
| «Falling Blossoms» (с Мин Кёнхуном)                                                                                              | 2018         | 15                       | 14                       | N/A             | Не сингл с альбома              |
| Саундтреки |              |                          |                          |                 |                                 |
| «Can It Be Love?» (с Кибомом) | 2006         | *                        | *                        | N/A             | Rainbow Romance OST             |
| «A Family» (с кастом Bad Family)                                                                                                 | 2006         | *                        | *                        | N/A             | Bad Family OST                  |
| «Don’t Walk Away» (с Ким Сонки, Хон Чжимин, Ким Хивоном)                                                                         | 2008         | *                        | *                        | N/A             | Xanadu OST                      |
| «First Star» | 2009         | *                        | *                        | N/A             | Loving You a Thousand Times OST |
| Как приглашённый артист |              |                          |                          |                 |                                 |
| «King Wang Zzang» (Деффкон совместно с Хичхолем)                                                                                 | 2010         | —                        | —                        | н/д             | Не сингл с альбома              |
| «You Are A Miracle» (с различными артистами)                                                                                     | 2013         | 32                       | —                        | - KOR: 53,496+  | Не сингл с альбома              |
| «Melody» (EVE совместно с Хичхолем)                                                                                              | 2016         | —                        | *                        | н/д             | Romantic Show                   |
| «—» означает, что релиз не попал в чарт или же не был выпущен в данной стране. «*» означает, что чарт в то время не существовал. |              |                          |                          |                 |                                 |

## Фильмография

### Фильмы
| Год  |   | Русское название               | Оригинальное название     | Роль                        |
| ---- | - | ------------------------------ | ------------------------- | --------------------------- |
| 2007 | ф | Нападение на золотых мальчиков | Attack on the Pin-Up Boys | Президент Ultra Junior      |
| 2007 | ф | Элвин и бурундуки              | Alvin and the Chipmunks   | Саймон (озвучивание)        |
| 2011 | ф | Super Junior 3 3D              | Super Junior 3 3D         | В роли самого себя          |
| 2016 | ф | Прощай, одинокая жизнь         | Familyhood                | Айдол на трансляции (камео) |

### Телесериалы
| Год       |   | Русское название       | Оригинальное название             | Роль                             |
| --------- | - | ---------------------- | --------------------------------- | -------------------------------- |
| 2005—2006 | с | Радужный роман         | Rainbow Romance                   | Хичхоль                          |
| 2005      | с | Акула 2                | Sharp 2                           | Бэк Чжиу                         |
| 2005      | с | Одержимые любовью      | Loveholic                         | Чжу Хо (камео)                   |
| 2006      | с | Плохая семья           | Bad Family                        | Гон Мин                          |
| 2007—2008 | с | Золотая невеста        | Golden Bride                      | Ким Ёнсу                         |
| 2009      | с | Тхэ Хи, Хэ Гё, Чжи Хён | Tae-hee, Hye-kyo, Ji-hyun         | Разбиватель пар (камео)          |
| 2009—2010 | с | Вечная любовь          | Loving You a Thousand Times       | Ли Чхоль                         |
| 2010      | с | Я Легенда              | I am Legend                       | Фанат группы Madonna (камео)     |
| 2011      | с | Мелодия юности         | Melody of Youth                   | Шень Тай И                       |
| 2013      | с | Наследники             | The Heirs                         | Ведущий музыкального шоу (камео) |
| 2014      | с | Дедули краше цветов    | Flower Grandpa Investigation Unit | Пак Чону                         |
| 2021      | с | Рецепт молодости       | Youth Recipe                      | Роль неизвестна                  |

### ТВ-шоу
Шоу, идущие в эфире

| Год                  | Название                        | Роль                                  | Примечание                                                                                        |
| -------------------- | ------------------------------- | ------------------------------------- | ------------------------------------------------------------------------------------------------- |
| 2008                 | Быть Канином и Хичхолем         | Основной каст                         | Шоу было снято при участии Канина                                                                 |
| 2008                 | Восемь против одного            | Соведущий                             | Ведущими также были Шин Дон Юп, Чжон Чхану, Сим Ынчжин и Сольби                                   |
| 2008−09              | Хороший папочка                 | Папочка                               | н/д                                                                                               |
| 2008−09              | Банда Братьев                   | Основной каст                         | н/д                                                                                               |
| 2010                 | Семейный отдых                  | Основной каст                         | 2 сезон; эпизоды с 12 по 17                                                                       |
| 2010−11              | Звезда Радио                    | Ведущий                               | Эпизоды со 160 по 162, со 165 по 205; в дальнейшем его заменил Кюхён                              |
| 2011                 | Ночь воспоминаний               | Ведущий                               | Ведущими также были Рю Сивон, Кыеонг Шин Ли, Ли Хён Рюл; эпизоды с 1 по 5, с 8 по 16 и с 18 по 21 |
| 2011                 | Субботняя свобода               | Ведущий                               | н/д                                                                                               |
| 2013−14              | Война слов                      | Основной каст                         | Покинул программу 14 июля 2014 года                                                               |
| 2014                 | Мы поженились                   | Основной каст                         | С Пафф Го                                                                                         |
| 2014                 | Загадай желание                 | Ведущий (Анна)                        | Эфир 26 сентября 2014 года                                                                        |
| 2014                 | Моя молодая подруга-репетитор   | Основной каст                         | С Чон Чжунха; эпизоды с 1 по 3                                                                    |
| 2015                 | Спрос на роскошную еду          | Судья с Чжун Хёнму                    | Эпизоды с 1 по 13                                                                                 |
| 2015                 | Национальный песенный конкурс   | Судья                                 | Эфир 28 сентября 2015 года в честь Чхусока                                                        |
| 2015                 | Фестиваль песенного дуэта       | Специальный гость                     | Пилотный эпизод                                                                                   |
| 2015                 | Карты                           | Основной каст                         | С Саймоном Ди, Юри и Чхве Канхи                                                                   |
| 2015                 | Стиль для тебя                  | Ведущий                               | н/д                                                                                               |
| 2015−16              | Весь путь с тобой               | Ведущий                               | Корейско-китайская программа                                                                      |
| 2015−17              | Еженедельный Айдол              | Главный ведущий и специальный ведущий | Эпизоды с 245 по 270, 275 (как главный); эпизоды 229, 230 и 300 (как специальный)                 |
| 2015−настоящее время | Всезнающие Братья               | Основной каст                         | н/д                                                                                               |
| 2016                 | Код: Секретная комната          | Участник                              | Отчислен после 7 раунда                                                                           |
| 2016                 | Возможно любовь                 | Основной каст                         | С Ли Фэйер                                                                                        |
| 2016−17              | Тайный певец                    | Ведущий, МС                           | н/д                                                                                               |
| 2016−17              | Поющая золушка                  | Ведущий, МС                           | н/д                                                                                               |
| 2016−17              | Совершенно секретно             | Ведущий, МС                           | н/д                                                                                               |
| 2016−17              | Помада для принца               | Ведущий, МС                           | н/д                                                                                               |
| 2016−18              | Лига Легенд                     | Участник                              | н/д                                                                                               |
| 2017                 | Синдром человека                | Ведущий                               | н/д                                                                                               |
| 2017                 | Хвастовство гостя               | Ведущий                               | С Пак Мёнсу; пилотный эпизод                                                                      |
| 2017                 | Pot Stand                       | Ведущий                               | Эпизоды 1, 3, 6 и 13                                                                              |
| 2017                 | Мой неожиданный сосед           | Основной каст                         | С GFriend; эпизоды с 8 по 11                                                                      |
| 2017                 | Школа айдолов                   | Учитель                               | н/д                                                                                               |
| 2017−18              | Любовь на камень-ножницы-бумага | MC                                    | н/д                                                                                               |
| 2017−2019            | Живой бар                       | MC                                    | н/д                                                                                               |
| 2017−2019            | Мужчина моей дочери             | MC                                    | н/д                                                                                               |
| 2018                 | 1 % дружбы                      | Ведущий и основной каст               | С Чон Чжиу                                                                                        |

### Мюзиклы
| Год  | Название | Роль  |
| ---- | -------- | ----- |
| 2008 | Ксанаду  | Сонни |

### Радиошоу
- Kiss the Radio (дата неизвестна)
- Young Street Radio (2005−06)
- Heechul’s Young Street (2010−11)
- Kim HeeChul’s SungDong Café (2012−13)

### Музыкальные шоу и премии
- Music Tank (2005−06)
- Inkigayo (2006−08)
- Dream Concert (2008−11)
- Gayo Daejun (2009, 2010, 2013)
- Дебютный шоукейс Ли Хон Ки (2015)
- NCT On Air (2016)
- SUWON K-POP Super Concert (2016)
- Шоукейс Чжоу Ми (2016)
- Шоукейс Lovelyz (2017)
- MBC Entertainment Awards (2017)
- Seoul Music Awards (2017−18)

## Награды и номинации
| Год  | Премия                             | Номинация                          | Что номинировано | Результат | Ссылка |
| ---- | ---------------------------------- | ---------------------------------- | ---------------- | --------- | ------ |
| 2007 | Mnet 20’s Choice Awards            | Самый симпатичный парень           | н/д              | Победа    | [ 74 ] |
| 2011 | Shorty Awards                      | Лучшая знаменитость                | н/д              | Номинация | [ 75 ] |
| 2011 | MBC Entertainment Awards           | Лучший новичок                     | Radio Star       | Победа    | [ 76 ] |
| 2015 | Cosmopolitan Beauty Awards (Китай) | Икона красоты Азии                 | н/д              | Победа    | [ 77 ] |
| 2016 | JTBC Awards                        | Сумасшедшая персона                | Knowing Bros     | Победа    | [ 78 ] |
| 2016 | JTBC Awards                        | Лучший развлекательный МС          | Knowing Bros     | Победа    | [ 78 ] |
| 2016 | JTBC Awards                        | Лучшая пара с Мин Кёнхуном         | Knowing Bros     | Победа    | [ 78 ] |
| 2017 | Gaon Chart Music Awards            | Песня Года (Ноябрь) с Мин Кёнхуном | «Sweet Dream»    | Номинация | [ 79 ] |
| 2017 | Melon Music Awards                 | Лучшая рок-песня с Мин Кёнхуном    | «Sweet Dream»    | Победа    | [ 80 ] |